# لوچانی
لوچانی (به صربی: Lučani) یک روستا در صربستان است که در ناحیه موراویتسا واقع شده‌است. لوچانی   ۳۰۸ متر بالاتر از سطح دریا واقع شده‌است.